# Socialismo liberal
El socialismo liberal es una filosofía política socialista que incluye principios liberales. El socialismo liberal no tiene el objetivo de abolir por completo el capitalismo y su sustitución por la economía socialista; en cambio, es compatible con una economía mixta, que incluye tanto la propiedad pública como la privada de los medios de producción. Por lo tanto, se puede afirmar que el socialismo liberal es una especie de tercera vía.
Aunque el socialismo liberal favorece inequívocamente una economía de mercado, identifica los monopolios legales y artificiales como el verdadero problema dentro del capitalismo y, por tanto, se opone totalmente al reconocido liberalismo económico laissez faire desregulado. Considera que la libertad y la igualdad deben ser compatibles y mutuamente dependientes entre sí. 
El socialismo liberal estuvo representado de manera oficial en el Frente Nacional de la RDA por el Partido Liberal Democrático de Alemania. Además, ha sido especialmente prominente en la política británica e italiana y además durante la época del estado desarrollista tras la segunda guerra civil de Costa Rica.
Actualmente, el socialismo liberal es encarnado en la práctica por la socialdemocracia moderna, pues lo que propugna la socialdemocracia en el presente es precisamente lo mismo que propugna el socialismo liberal.